# دونالد إل. أوينز
دونالد إل. أوينز (بالإنجليزية: Donald L. Owens)‏ هو ضابط جوي أمريكي، ولد في 13 أبريل 1930، وتوفي في 2 مايو 2012.